# Photobucket.com
Photobucket (englisch „Fotoeimer oder -kübel“) ist eine kommerzielle Online-Datenbank für die Präsentation von digitalen Bildern und Videos, ein sogenannter Imagehoster; Betreiber ist die Photobucket Corporation, Inc.
Der Dienst ist ausschließlich englischsprachig und umfasst mehrere Milliarden Dateien. Im Oktober 2010 betrug der Alexa Rank 89, im Juli 2016 704.
Inhalte können der Allgemeinheit, einer Benutzergruppe oder nur dem Kontoinhaber selbst zugänglich gemacht werden. Sie können verschiedenartig zusammengefasst und sortiert werden. Die Dateien können per E-Mail oder Fotohandy übertragen werden und später auch verlinkt werden.
Nacktaufnahmen sind nicht erlaubt.
Am 30. Juni 2017 stellte der Anbieter seinen freien Dienst ein und verlangte eine jährliche Gebühr von 99 US-Dollar für externe Verlinkungen der gespeicherten Bilder, bzw. 399 US-Dollar, um die Einbettung von Bildern auf Webseiten von Dritten, wie persönlichen Blogs oder Foren zu ermöglichen. Diese Änderung, die ohne vorherige Benachrichtigung stattfand, wurde sehr kritisch aufgenommen. Benutzer, die auf das gebührenfreie Hosting vertraut hatten, standen nun vor der Wahl, entweder die Jahresgebühr zu bezahlen oder zu einem anderen Anbieter zu wechseln und alle Links (potentiell tausende) auf den neuen Anbieter zu ändern.